# نوردستراند

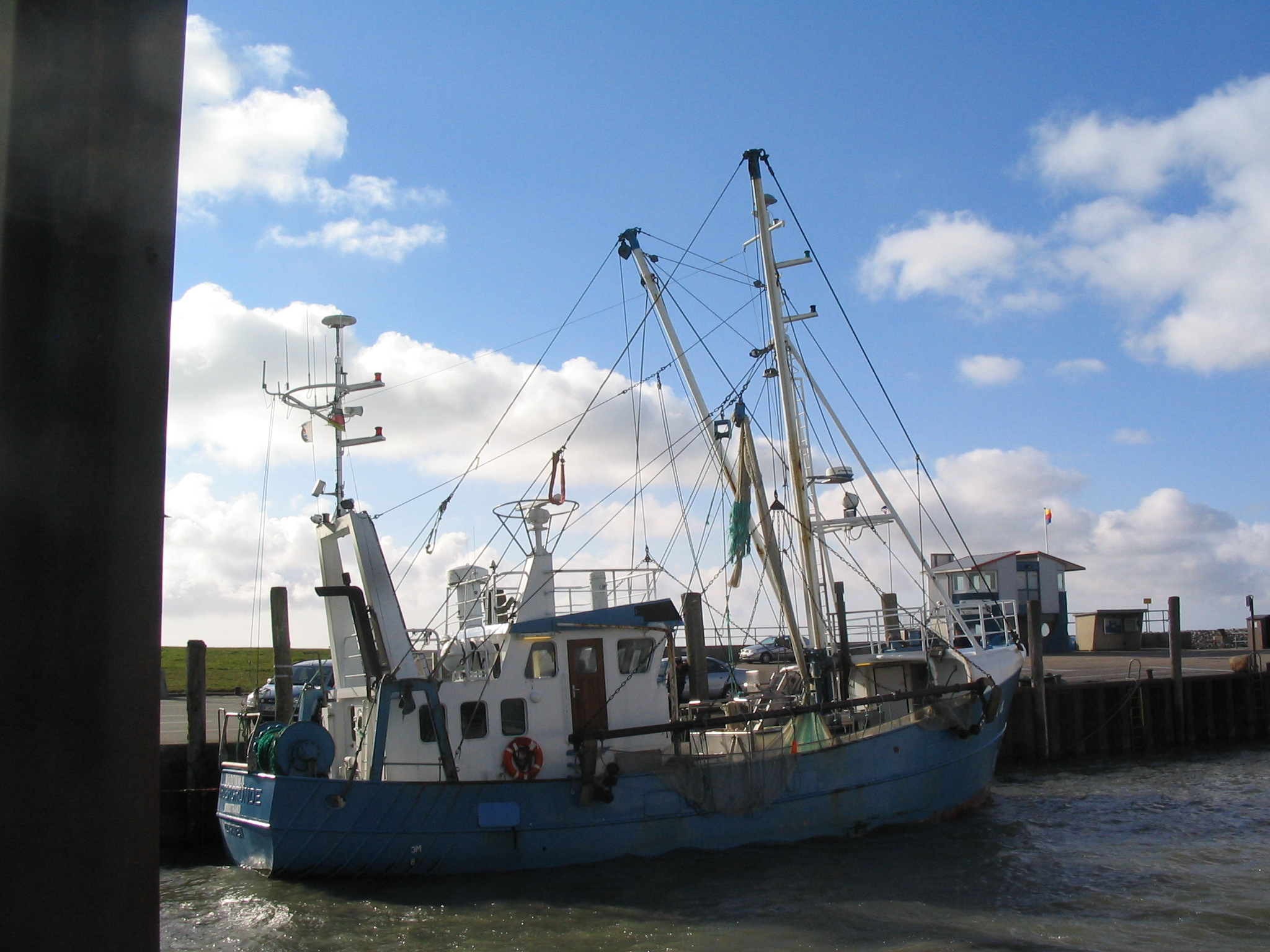
جزيرة نوردستراند

نوردستراند، (Nordstrand) هي شبه جزيرة وجزيرة سابقة في شمال فريزيا على ساحل بحر الشمال بألمانيا. وهو جزء من حي نوردسترلند في ولاية شلسفيغ هولشتاين الفيدرالية.
في العصور الوسطى، كان الشاطئ الشمالي جزءًا من جزيرة الشاطئ الأكبر التي غرقت في عام 1634. غرق أكثر من 6000 شخص. قبل عام 1634.

## المساحة
تبلغ مساحتها 50 كم مربع ويبلغ عدد سكانها 2300 نسمة. نوردستراند لديها بلدين، نوردستراند وأليزابيث-سوفين-كوخ الأصغر، وهي جزء من أمت نوردسي-ترين.
كانت مساحة الجزيرة حوالي 210 ميل مربع (540 كم 2). بقايا أخرى من الشاطئ هي جزيرة بيلورم وجزر هاليجن
يمكن الوصول إلى نوردستراند عن طريق البر عبر جسر يصل إلى البر الرئيسي وتم بناؤه في عام 1936. وفي عام 1987 ، اكتمل بولدر بلاترينغهاردر كوغ، ليحول الجزيرة السابقة إلى شبه جزيرة.